# Croton hentyi
Espèce
Classification APG III (2009)
Croton hentyi est une espèce de plantes à fleurs du genre Croton et de la famille des Euphorbiaceae, présente au nord-est de la Papouasie-Nouvelle-Guinée.